# Alfonso Ponce Enrile
Alfonso Ponce Enrile (Baliuag, 7 januari 1888 - juli 1967) was een Filipijns advocaat en politicus. 

## Biografie
Alfonso Ponce Enrile werd geboren in Baliuag in de Filipijnse provincie Bulacan. Hij was de enige zoon van Damaso Ponce en Teresa Enrile. Zijn vader was een neef van Mariano Ponce, een journalist en leider van La Solidaridad, de propagandabeweging van de Filipijnse revolutie. Ook zijn vader nam deel aan de Filipijnse Revolutie en werd als gevolg daarvan gearresteerd door de Spanjaarden en verbannen naar Palawan, waarvandaan hij nooit meer terugkeerde. Teresa Enrile was van Spaanse komaf sprak zodoende vloeiend Spaans. Ze hielp vaak arme mensen bij hun verdediging wanneer ze moesten verschijnen bij de lokale Juez de Paz (vredesrechter).
In 1904 was Alfonso Ponce Enrile een van de eerste inwoners van de Filipijnen die op kosten van de nieuwe Amerikaanse koloniale overheid mocht studeren in de Verenigde Staten. Als tegenprestatie moesten dergelijk studenten na terugkeer in de Filipijnen dan minimaal vijf jaar voor de overheid werken. Hij voltooide zijn middelbare schoolopleiding in Redlands in de Amerikaanse staat Californië. Aansluitend studeerde Ponce Enrile rechten aan de Ohio State University. Na terugkeer in de Filipijnen werkte hij vijf jaar voor de overheid. Hij was in die periode onder meer werkzaam als vertaler en later als griffier bij de rechtbank. Ook slaagde hij in 1915 voor het toelatingsexamen van de Filipijnse balie. Na de periode van vijf jaar begon hij een eigen advocatenpraktijk in Aparri. 
In 1919 stelde Ponce Enrile zich verkiesbaar voor de positie van afgevaardigde van het eerste kiesdistrict van Cagayan. Hij deed dit onder de naam Alfonso Ponce. De verkiezingen werden echter gewonnen door zijn tegenstander Miguel C. Nava. Drie jaar later probeerde hij het opnieuw, ditmaal onder de naam Alfonso Ponce Enrile, om zich te onderscheiden van een andere Alfonso Ponce die ook meedeed aan de verkiezingen. Hij won de verkiezingen en was drie jaar lang afgevaardigde in het Filipijnse Huis van Afgevaardigden. In 1925 deed Ponce Enrile een poging om herkozen te worden. Hoewel hij in eerste instantie door kranten werd genoemd als de waarschijnlijk winnaar, verloor hij de verkiezingen uiteindelijk met 56 stemmen van zijn tegenstander Vicente Formoso, die in tegenstelling tot Ponce Enrile de steun van de grote landeigenaren en rijke handelaren uit de regio had.
Na dit electorale verlies vertrok Ponce Enrile naar de Filipijnse hoofdstad Manilla waar hij ging werken bij het advocatenkantoor Dewitt, Perkins & Brady. na korte tijd werd hij partner bij het kantoor waarna de naam werd aangepast naar Dewitt, Perkins, Brady & Ponce Enrile. Het overlijden van William C. Brady enkele maanden later zorgde voor een nieuwe aanpassing naar Dewitt, Perkins & Ponce Enrile. Ponce Enrile was een van eerste Filipijnse advocaten die partner werd van een Amerikaanse advocatenkantoor in die tijd.
Ponce Enrile overleed in juli 1967 op 79-jarige leeftijd. Hij had veel kinderen met diverse vrouwen. Met zijn eerste vrouw Rosario Martinez kreeg Ponce Enrile vijf kinderen: Mario, Maria Luisa, Teresa, Mercedes en Carmella. Met Maria Balisi kreeg hij een zoon William en een dochter Nancy. Met Genoveva Barles had hij drie kinderen: Lilia, Ester en Remedios. Later trouwde hij met Purita Liwanag en met haar kreeg hij nog eens vijf kinderen: Raquel, Armida, Irma, Alfonso jr. en Armando. Als laatste kreeg hij nog een dochter met Avelina de Rivera genaamd Rowena. Zij trouwde later met Ameto Tolentino, een generaal van de Filipijnse nationale politie. 
De meeste bekende nakomeling van Ponce Enrile is echter Juan Ponce Enrile. Hij werd geboren uit een buitenechtelijke relatie met Petra Fugganan gedurende zijn periode in Cagayan en groeide op als Juanito Furagganan en zou zijn vader pas leren kennen na afloop van de Tweede Wereldoorlog. Juan Ponce Enrile was onder meer minister van Defensie en vertrouweling van president Ferdinand Marcos tot hij zich tijdens de EDSA-revolutie tegen hem keerde. Later was Juan Ponce Enrile vele jaren senator en zelfs enkele jaren de president van de Filipijnse Senaat.